# Sylvestrô Philípphê Vương Đạo Nam
Sylvestrô Philípphê Vương Đạo Nam O.F.M (1892 - 1949; tiếng Anh:Philip Silvester Wang Tao-nan / Sylvester Philip Wang Tao-nan/ Uamtaonan; tiếng Trung:王道南) là một Giám mục người Trung Quốc của Giáo hội Công giáo Rôma. Ông nguyên là Giám mục chính tòa Giáo phận Phượng Tường. Trước khi trở thành Giám mục chính tòa, ông lần lượt giữ các chức danh Phủ doãn Tông Tòa Hạt Phủ doãn Tông Tòa Phượng Tường Phủ rồi Đại diện Tông Tòa Hạt Đại diện Tông Tòa Phượng Tường Phủ.

## Tiểu sử
Giám mục Sylvestrô Philípphê Vương Đạo Nam sinh ngày 1 tháng 3 năm 1892, tại Koleokow, thuộc Trung Quốc. Sau quá trình tu học dài hạn tại các chủng viện theo quy định của Giáo luật, ngày 31 tháng 10 năm 1920, Phó tế Vương, 28 tuổi, tiến đến việc được truyền chức linh mục. Năm 1929, linh mục Vương Đạo Nam quyết định gia nhập dòng Phanxicô [viết tắt O.F.M.]
Ngày 26 tháng 10 năm 1933, linh mục Vương Đạo Nam được chọn làm Phủ doãn Tông Tòa Hạt Phủ doãn Tông Tòa Phượng Tường Phủ. Chín năm sau đó, ngày 9 tháng 6 năm 1942, Tòa Thánh thông báo việc nâng cấp Hạt phủ doãn Tông Tòa Phượng Tường Phủ thành Hạt Đại diện Tông Tòa Phượng Tường Phủ. Cùng với tin tức trên, Tòa Thánh cũng thông báo rằng Giáo hoàng đã quyết định chọn linh mục Sylvestrô Philípphê Vương Đạo Nam, cho đến nay là Phủ doãn Tông Tòa, vào hàng ngũ các giám mục, tiếp tục quản lý địa phận với chức danh Đại diện Tông Tòa Hạt Đại diện Tông Tòa Phượng Tường Phủ và danh hiệu Giám mục Hiệu tòa Athribis. Lễ tấn phong cho vị tân giám mục được tổ chức sau đó vào ngày 20 tháng 9 cùng năm, với phần nghi thức truyền chức chính yếu được cử hành cách trọng thể bởi 3 giáo sĩ cấp cao. Chủ phong cho tân giám mục là Giám mục Phaolô Vu Bân, Đại diện Tông Tòa Hạt Đại diện Tông Tòa Nam Kinh. Hai vị còn lại với vai trò phụ phong, gồm có Giám mục Vitô Trương Tác Hằng, Đại diện Tông Tòa Hạt Đại diện Tông Tòa Tín Dương Châu và Giám mục Pacifico Giulio Vanni, O.F.M., Đại diện Tông Tòa Hạt Đại diện Tông Tòa Tây An Phủ.
Bốn năm sau đó, quan bản tin thông báo từ Tòa Thánh ngày 11 tháng 4 năm 1946, Tòa Thánh xác nhận việc thiết lập tân Giáo phận Phượng Tường, được nâng cấp từ Hạt Đại diện Tông Tòa Phượng Tường Phủ. Đồng thời, Tòa Thánh tái xác nhận việc chọn lựa Giám mục Sylvestrô Philípphê Vương Đạo Nam quản lý tân giáo phận với chức danh Giám mục chính tòa Tiên khởi.